# 恐懼鬥室2
《奪魂鋸2》（英語：Saw II）是一部2005年美國恐怖片，為2004年上映的《奪魂鋸》的續集。此續集由導演達倫·林恩·鮑斯曼接手拍攝，和上一集的編劇雷·沃納爾共同撰寫劇本。電影由托賓·貝爾、唐尼·華伯格、肖妮·史密斯、黛娜·米亞、埃里克·克諾德森、法蘭基·G等演員主演。電影仍然以前集主角「拼圖殺人狂」為特色，這次講解他被警察逮捕，但仍然讓逮捕他的警察陷入了他設計的圈套，與其他八個受害者同時進行「遊戲」。此片揭露出拼圖狂魔背後不為人知的故事，解釋了他為什麼成為瘋狂連環殺手的原因。
2005年10月28日起在全球多數地區上映，只有澳洲晚在2005年12月1日上映。整部片除了一些外景以外，幾乎都在同一棟建築裡拍攝，拍攝時間長達25天。如同前作，電影所獲得的1.47億美元的票房成績，遠遠超過僅400萬美元的預算，再次作為“票房黑馬”，托賓·貝爾和唐尼·華伯格兩位的演出獲讚。電影為奪魂鋸系列的第二部，續集《奪魂鋸3》於一年後的2006年10月上映。

## 劇情
一名遊走黑白兩道之間的男子麥可·馬克斯從昏迷中醒來，發現他的脖子上戴著一個帶有尖刺的面具裝置，而旁邊的錄像中的木偶告知他唯一逃生方法是要用身邊的手術刀挖出他的右眼珠、以拿到被塞入眼睛後方的鑰匙解鎖。然而麥可最後無法下手，在一分鐘時限到後面具蓋上而一命嗚呼。
警方尋獲麥可的屍體後，資深警探艾瑞克·麥修斯得知死者是自己的線人。處於離婚危機的艾瑞克不久前跟兒子丹尼爾發生爭吵，在搭檔凱莉的請求下答應調查，陪同SWAT隊長瑞格合作攻進兇器面具製造地的鋼鐵廠。眾人抓獲因腦癌而坐輪椅的「拼圖殺人狂」約翰·克拉瑪，但約翰為眾人展示一系列顯示器，畫面中顯示八個人被囚禁在某處，當中包含丹尼爾。驚慌的艾瑞克開始質問他的兒子在哪，約翰稱這是他為艾瑞克準備的遊戲，考驗艾瑞克能否平靜地跟他坐在一起聊天，稱他只需要堅持到顯示器旁邊的計時器歸零，他便會發現丹尼爾在「一個安全的地方」。
顯示器另一邊遊戲中除丹尼爾以外包括七名受害人：葛斯、喬拿斯、賽維爾、歐比、蘿拉、愛迪森，以及曾經死裡逃生的亞曼達。富有經驗的亞曼達最先找出錄音，錄音聲告知說整間屋子擴散著致命毒氣，使他們每人僅能存活兩小時，唯一解救方法則是尋找藏在屋子各處的解藥；而其中一枚解藥位於該房間中央的保險箱裡，需要靠一系列密碼才能打開。當中最衝動的賽維爾無視警告，強行用錄音機旁的鑰匙開門，不慎轉動門的另一邊被索具機關固定的左輪手槍，因此害死透過窺視孔往外看的葛斯。其他人決定服從規則，但卻最後都以失敗告終。歐比爬進火爐中不慎困於其中被活活燒死，而賽維爾更是為了自保，將亞曼達推進一個裝滿毒品針頭的洞裡尋找打開解藥門的鑰匙，亞曼達雖然最終幫他找到鑰匙，但仍然超過時限使門被鎖死，兩度失去解藥的賽維爾決定自求多福。
約翰開始對艾瑞克講述自己成魔的起因，源於他被確診罹患腦癌末期，一次試圖靠撞車自殺來結束生命時卻僥倖生還。這一生死經歷使他赫然領略到生命的意義，因此選擇在他生命的最後階段，設計這些相似的遊戲來讓一些「不在乎生命的人」體驗到生命的價值。但艾瑞克一心只在乎兒子的安危，耐不住性子之下放棄和他的談話。在凱莉的建議下，艾瑞克將約翰的一系列機關設計圖全部撕碎，但約翰完全不為所動，持續嘲諷艾瑞克的自私招致家庭破碎。這時，警方技術小組前來追查顯示器訊號來源，約翰同時為眾人公佈一系列警方檔案，而每張資料都顯示在毒氣屋中進行遊戲的受害者案底，共同點則是他們都曾被艾瑞克栽贓嫁禍而坐冤獄，約翰恥笑說這些人一旦得知丹尼爾是艾瑞克的兒子，丹尼爾就性命難保。
賽維爾返回起點房間，從葛斯屍體的頭部後方發現標記著顏色數字，領會保險箱密碼線索後直接殺死喬拿斯，開始沿路在屍體上找密碼。時間流逝讓吸入大量毒氣的眾人虛弱不堪，蘿拉最先支撑不住而倒地斃命，但死前找到「X」標記的鏡框。而鏡框背面貼著一張丹尼爾和艾瑞克的父子合照，愛迪森得知丹尼爾的身份後決定棄他不管，隨後找到放置解藥的機關盒，沒多想就將手伸進去拿。但最後不但解藥被毀，她的兩隻手臂都卡在刀片中拔不出來、流血不止，賽維爾前來查看她脖子後的密碼後，同樣棄之不管而任由她在原地等死。丹尼爾和亞曼達跑回起點房間躲避他，碰巧找到一道地下暗門進入地道，一路來到一間躺著兩具腐爛屍體的浴室。賽維爾追上來後受亞曼達提示他自己脖子後面也有密碼，迫使他割下脖子後方的一塊皮查看，而丹尼爾趁機用地上的鋸子將賽維爾割喉殺害。
眼看兒子性命受威脅，艾瑞克失去理性而暴毆約翰，約翰只好提示艾瑞克按下按鈕，使他們兩人身在的升降機直接下降至車庫，兩人開車直接趕往毒氣屋。當技術小組查到訊號來源後，瑞格率隊趕去指定屋子卻發現空無一人，而房間內擺放的一系列顯示器以及設定重複播放的錄影機，揭示整體毒氣屋遊戲從頭到尾其實是事先錄製、並非實況轉播；甚至早在警方進入工廠前就已結束。這時，計時器時限歸零，凱莉身邊的一個保險櫃自動打開，裡面坐著平安無事、戴氧氣罩呼吸的丹尼爾。不知自己中計的艾瑞克走進毒氣屋尋找兒子，順著屍體一路跟到地下浴室後，被躺在浴缸中一位戴豬面具的人弄昏。
艾瑞克醒後發現他同樣被銬在浴室裡，一旁的錄音機中放出亞曼達的聲音，其表示自己自從上次死裡逃生後，便得到“救贖”而成為約翰的門徒兼共謀，並要在約翰死後繼續他的工作。亞曼達最終現身，將孤立無援的艾瑞克關入浴室，作為他當初陷害自己入獄的報復。坐在外面車中鼻青臉腫的約翰，因完美計畫成功而露出一絲笑容。

## 演員
| 演員                             | 角色                                         | 備註 |
| 托賓·貝爾 Tobin Bell             | 約翰·克拉瑪／拼圖殺人狂 John Kramer / Jigsaw | 腦癌末期患者，身為連環殺手「拼圖殺人狂」本人，專門瞄準一系列不在乎生命的人們作為潛在目標。               |
| 肖妮·史密斯 Shawnee Smith        | 亞曼達·楊 Amanda Young                       | 前癮君子，曾經身為拼圖殺人狂遊戲受害者之一，一次死裡逃生讓她富有經驗，這次再度來到遊戲中指導他人。       |
| 唐尼·華伯格 Donnie Wahlberg      | 艾瑞克·麥修斯 Det. Eric Matthews             | 兇殺組警探，待人粗暴，自私程度招致妻離子散，因為曾陷害無辜的人坐冤獄，使他成為拼圖殺人狂遊戲的考驗對象。 |
| 黛娜·米亞 Dina Meyer             | 愛莉森·凱莉 Det. Allison Kerry               | 兇殺組女警探，艾瑞克的同事、前搭檔兼舊情人，調查拼圖殺人狂案件已經很長時間，希望能向艾瑞克進行彌補。     |
| 萊瑞克·班特 Lyriq Bent           | 丹尼爾·瑞格 Lt. Daniel Rigg                  | 警察SWAT隊長，艾瑞克和凱莉的同事，為人與處事都非常衝動，但都跟艾瑞克一條心。                             |
| 艾瑞克·克諾德森 Erik Knudsen     | 丹尼爾·麥修斯 Daniel Matthews                | 艾瑞克的兒子，行為叛逆、本性善良的少年，擁有多次店鋪盜竊的記錄，和父親發生過很多次衝突。                 |
| 法蘭基·G Franky G                | 賽維爾·查維茲 Xavier Chavez                  | 毒販，毒氣屋遊戲受害者之一，在所有受害者中最為自私和暴力。                                               |
| 葛倫·普魯曼 Glenn Plummer        | 喬拿斯·辛格 Jonas Singer                     | 黑幫成員，毒氣屋遊戲受害者之一。                                                                         |
| 艾曼紐·瓦吉兒 Emmanuelle Vaugier | 愛迪森·寇戴 Addison Corday                   | 妓女，毒氣屋遊戲受害者之一。                                                                             |
| 貝佛莉·米契 Beverley Mitchell    | 蘿拉·杭特 Laura Hunter                       | 普通市民，毒氣屋遊戲受害者之一。                                                                         |
| 提摩西·柏德 Timothy Burd         | 歐比·泰特 Obi Tate                           | 縱火犯，毒氣屋遊戲受害者之一。                                                                           |
| 東尼·納波 Tony Nappo             | 葛斯·寇亞德 Gus Colyard                      | 盜過公款的上班族，毒氣屋遊戲受害者之一。                                                                 |

## 外部連結
- 互联网电影数据库（IMDb）上《恐懼鬥室2》的资料（英文）
- 爛番茄上《恐懼鬥室2》的資料（英文）
- AllMovie上《恐懼鬥室2》的资料（英文）
- Box Office Mojo上《恐懼鬥室2》的資料（英文）
- Metacritic上《恐懼鬥室2》的資料（英文）